# Wallacea multiflora
Wallacea multiflora là một loài thực vật có hoa trong họ Ochnaceae. Loài này được Ducke miêu tả khoa học đầu tiên năm 1935.